# ヘルヴェチア・ヒュッテ
ヘルヴェチア・ヒュッテ（ドイツ語 : Helvetia Hütte）は、北海道札幌市南区定山渓にある山小屋。「Helvetia」とはスイスの古名である。ヘルベチア・ヒュッテとも表記される。
1927年（昭和2年）、スイスの建築家マックス・ヒンデル、北海道大学講師アーノルド・グブラー、同大学教授・山崎春雄らによって建てられた。ヒンデルが横浜に転居する前の、札幌在住中最後の作品である。山崎の名義となっているのは、当時の日本では外国人名義が許可されなかったため。その後、1934年（昭和9年）に北海道大学に寄贈され、1985年（昭和60年）に改修を受けた。
北海道道1号小樽定山渓線沿いのシラカンバ林の中にひっそりと建つ。朝里岳・余市岳・白井岳登山基地として愛好された。
屋根は柾葺き。入り口や脇の雨戸には、白地に赤の放射線模様が施されている。また入り口の上には魔除けの人面彫刻と、竣工年を示す「1927」の文字が掲げられている。
1988年（昭和63年）に札幌市創建120年を記念して選定されたさっぽろ・ふるさと文化百選のNo.044に「ヘルベチアヒュッテ」が選ばれている。